# Donje Vratno (Vinica)
Donje Vratno is een plaats in de gemeente Vinica in de Kroatische provincie Varaždin. De plaats telt 327 inwoners (2001).